# Truttemer-le-Grand

Truttemer-le-Grand este o comună în departamentul Calvados, Franța. În 1 ianuarie 2018 avea o populație de 643 de locuitori.